# تامي جنكينز
تامي جنكينز (بالإنجليزية: Tammy Jenkins) هي لاعبة كرة الريشة نيوزيلندية، ولدت في 26 أغسطس 1971 في Kawakawa, New Zealand ‏ في نيوزيلندا.

## وصلات خارجية
- تامي جنكينز على موقع BWF.tournamentsoftware.com (الإنجليزية)
- تامي جنكينز على موقع BWFbadminton.com (الإنجليزية)
- تامي جنكينز على موقع اللجنة الأولمبية الدولية (الإنجليزية)
- تامي جنكينز على موقع أوليمبيديا (الإنجليزية)
- تامي جنكينز على موقع اللجنة الأولمبية النيوزيلندية (الإنجليزية)
- تامي جنكينز على موقع اتحاد ألعاب الكومنولث (مؤرشف) (الإنجليزية)
- تامي جنكينز على موقع اتحاد ألعاب الكومنولث (مؤرشف) (الإنجليزية)